# Tour de Hongrie 2023
Il Tour de Hongrie 2023 (it. Giro d'Ungheria 2023), quarantaquattresima edizione della corsa, valevole come prova dell'UCI ProSeries 2023 categoria 2.Pro, si svolse in 5 tappe dal 10 al 14 maggio su un percorso di 879 km, con partenza da Szentgotthárd e arrivo a Dobogókő, in Ungheria.
La vittoria fu appannaggio dello svizzero Marc Hirschi, il quale completò il percorso in 17h19'28" alla media di 42,142 km/h, precedendo il britannico Ben Tulett ed il connazionale Yannis Voisard.

## Tappe
| Tappa  | Data      | Percorso                      | km      | Vincitore di tappa | Leader cl. generale |
| ------ | --------- | ----------------------------- | ------- | ------------------ | ------------------- |
| 1ª     | 10 maggio | Szentgotthárd > Szentgotthárd | 168,6   | Dylan Groenewegen  | Dylan Groenewegen   |
| 2ª     | 11 maggio | Zalaegerszeg > Keszthely      | 175,3   | Fabio Jakobsen     | Fabio Jakobsen      |
| 3ª     | 12 maggio | Kaposvár > Pécs               | 179,9   | Marc Hirschi       | Marc Hirschi        |
| 4ª     | 13 maggio | Martonvásár > Dobogókő        | 206,4   | Yannis Voisard     | Marc Hirschi        |
| 5ª     | 14 maggio | Budapest > Budapest           | 150     | annullata          | Marc Hirschi        |
| Totale | Totale    | Totale                        | 879 747 |                    |                     |

## Squadre e corridori partecipanti
Al via 22 formazioni.
| N.      | Cod. | Squadra                |
| ------- | ---- | ---------------------- |
| 1-6     | IGD  | Ineos Grenadiers       |
| 11-16   | TFS  | Trek-Segafredo         |
| 21-26   | ADC  | Alpecin-Deceuninck     |
| 31-36   | TBV  | Bahrain Victorious     |
| 41-46   | BOH  | Bora-Hansgrohe         |
| 51-56   | DSM  | Team DSM               |
| 61-66   | SOQ  | Soudal Quick-Step      |
| 71-76   | JAY  | Team Jayco AlUla       |
| 81-86   | UAD  | UAE Team Emirates      |
| 91-96   | CJR  | Caja Rural-Seguros RGA |
| 101-106 | HPM  | Human Powered Health   |

| N.      | Cod. | Squadra                      |
| ------- | ---- | ---------------------------- |
| 111-116 | EOK  | Eolo-Kometa Cycling Team     |
| 121-126 | TFB  | Team Flanders-Baloise        |
| 131-136 | IPT  | Israel-Premier Tech          |
| 141-146 | TNN  | Team Novo Nordisk            |
| 151-156 | LTD  | Lotto Dstny                  |
| 161-166 | TUD  | Tudor Pro Cycling Team       |
| 171-176 | Q36  | Q36.5 Pro Cycling Team       |
| 181-186 | SDO  | Sofer-Savini Due-OMZ         |
| 191-196 | ATT  | ATT Investments              |
| 201-206 | EPR  | Epronex-Hungary Cycling Team |
| 211-216 | HUN  | Ungheria                     |

## Dettagli delle tappe

### 1ª tappa
- 10 maggio: Szentgotthárd > Szentgotthárd - 168,6 km

Risultati
| Pos. | Corridore         | Squadra | Tempo    |
| ---- | ----------------- | ------- | -------- |
| 1    | Dylan Groenewegen | Jayco   | 3h42'56" |
| 2    | Sam Bennett       | Bora    | s.t.     |
| 3    | Caleb Ewan        | Lotto   | s.t.     |

| Pos. | Corridore         | Squadra | Tempo    |
| ---- | ----------------- | ------- | -------- |
| 1    | Dylan Groenewegen | Jayco   | 3h42'46" |
| 2    | Matúš Štoček      | ATT     | a 2"     |
| 3    | Sam Bennett       | Bora    | a 4"     |

### 2ª tappa
- 11 maggio: Zalaegerszeg > Keszthely - 175,3 km

Risultati
| Pos. | Corridore      | Squadra  | Tempo    |
| ---- | -------------- | -------- | -------- |
| 1    | Fabio Jakobsen | Soudal   | 4h05'21" |
| 2    | Phil Bauhaus   | Bahrain  | s.t.     |
| 3    | Vito Braet     | Flanders | s.t.     |

| Pos. | Corridore         | Squadra | Tempo    |
| ---- | ----------------- | ------- | -------- |
| 1    | Fabio Jakobsen    | Soudal  | 7h48'07" |
| 2    | Dylan Groenewegen | Jayco   | s.t.     |
| 3    | Matúš Štoček      | ATT     | a 2"     |

### 3ª tappa
- 12 maggio: Kaposvár > Pécs - 179,9 km

Risultati
| Pos. | Corridore    | Squadra | Tempo    |
| ---- | ------------ | ------- | -------- |
| 1    | Marc Hirschi | UAE     | 4h26'57" |
| 2    | Ben Tulett   | Ineos   | a 8"     |
| 3    | Max Poole    | DSM     | a 10"    |

| Pos. | Corridore    | Squadra | Tempo     |
| ---- | ------------ | ------- | --------- |
| 1    | Marc Hirschi | UAE     | 12h15'04" |
| 2    | Ben Tulett   | Ineos   | a 10"     |
| 3    | Max Poole    | DSM     | a 16"     |

### 4ª tappa
- 13 maggio: Martonvásár > Dobogókő - 206,4 km

Risultati
| Pos. | Corridore        | Squadra | Tempo    |
| ---- | ---------------- | ------- | -------- |
| 1    | Yannis Voisard   | Tudor   | 5h04'14" |
| 2    | Thibau Nys       | Trek    | a 10"    |
| 3    | Sylvain Moniquet | Lotto   | s.t.     |

| Pos. | Corridore      | Squadra | Tempo     |
| ---- | -------------- | ------- | --------- |
| 1    | Marc Hirschi   | UAE     | 17h19'28" |
| 2    | Ben Tulett     | Ineos   | a 10"     |
| 3    | Yannis Voisard | Tudor   | a 13"     |

### 5ª tappa
- 15 maggio: Budapest > Budapest - 150 km

annullata

## Evoluzione delle classifiche
| Tappa              | Vincitore          | Classifica generale Maglia gialla | Classifica punti Maglia verde | Classifica scalatori Maglia rossa | Classifica miglior ungherese Maglia bianca | Classifica a squadre |
| ------------------ | ------------------ | --------------------------------- | ----------------------------- | --------------------------------- | ------------------------------------------ | -------------------- |
| 1ª                 | Dylan Groenewegen  | Dylan Groenewegen                 | Dylan Groenewegen             | Matúš Štoček                      | Balázs Rózsa                               | UAE Team Emirates    |
| 2ª                 | Fabio Jakobsen     | Fabio Jakobsen                    | Phil Bauhaus                  | Matúš Štoček                      | Balázs Rózsa                               | Trek-Segafredo       |
| 3ª                 | Marc Hirschi       | Marc Hirschi                      | Matúš Štoček                  | Filippo Ridolfo                   | Márton Dina                                | Ineos Grenadiers     |
| 4ª                 | Yannis Voisard     | Marc Hirschi                      | Matúš Štoček                  | Sebastian Schönberger             | Márton Dina                                | Ineos Grenadiers     |
| 5ª                 | annullata          | Marc Hirschi                      | Matúš Štoček                  | Sebastian Schönberger             | Márton Dina                                | Ineos Grenadiers     |
| Classifiche finali | Classifiche finali | Marc Hirschi                      | Matúš Štoček                  | Sebastian Schönberger             | Márton Dina                                | Ineos Grenadiers     |

Maglie indossate da altri ciclisti in caso di due o più maglie vinte
- Nella 2ª tappa Sam Bennett ha indossato la maglia verde al posto di Dylan Groenewegen.

## Classifiche finali

### Classifica generale - Maglia gialla
| Pos. | Corridore        | Squadra    | Tempo     |
| ---- | ---------------- | ---------- | --------- |
| 1    | Marc Hirschi     | UAE        | 17h19'28" |
| 2    | Ben Tulett       | Ineos      | a 10"     |
| 3    | Yannis Voisard   | Tudor      | a 13"     |
| 4    | Max Poole        | DSM        | a 16"     |
| 5    | Sylvain Moniquet | Lotto      | a 18"     |
| 6    | Oscar Onley      | DSM        | a 22"     |
| 7    | Matteo Fabbro    | Bora       | s.t.      |
| 8    | Egan Bernal      | Ineos      | s.t.      |
| 9    | Davide Piganzoli | Eolo       | a 45"     |
| 10   | Abel Balderstone | Caja Rural | s.t.      |

### Classifica a punti - Maglia verde
| Pos. | Corridore      | Squadra | Punti |
| ---- | -------------- | ------- | ----- |
| 1    | Matúš Štoček   | ATT     | 28    |
| 2    | Marc Hirschi   | UAE     | 23    |
| 3    | Dries De Bondt | Alpecin | 22    |
| 4    | Ben Tulett     | Ineos   | 21    |
| 5    | Phil Bauhaus   | Bahrain | 20    |

### Classifica scalatori - Maglia rossa
| Pos. | Corridore       | Squadra | Punti |
| ---- | --------------- | ------- | ----- |
| 1    | S. Schönberger  | Human   | 38    |
| 2    | Filippo Ridolfo | Novo    | 28    |
| 3    | Yves Lampaert   | Soudal  | 22    |
| 4    | Jasper De Buyst | Lotto   | 22    |
| 5    | Dries De Bondt  | Alpecin | 18    |

### Classifica miglior ungherese - Maglia bianca
| Pos. | Corridore           | Squadra | Tempo     |
| ---- | ------------------- | ------- | --------- |
| 1    | Márton Dina         | ATT     | 17h20'39" |
| 2    | Péter Kusztor       | Novo    | a 2'24"   |
| 3    | Márk Valent         | Epronex | a 28'22"  |
| 4    | Balázs Rózsa        | Epronex | a 29'03"  |
| 5    | Zoltán Antal Lepold | Sofer   | a 31'29"  |

### Classifica a squadre
| Pos. | Squadra                  | Tempo     |
| ---- | ------------------------ | --------- |
| 1    | Ineos Grenadiers         | 52h00'30" |
| 2    | Eolo-Kometa Cycling Team | a 1'33"   |
| 3    | Caja Rural-Seguros RGA   | a 3'17"   |
| 4    | ATT Investments          | a 4'25"   |
| 5    | Tudor Pro Cycling Team   | s.t.      |